# Большое Кожухово
Большое Кожухово — деревня в Старожиловском районе Рязанской области. Входит в Гулынское сельское поселение

## География
Находится в западной части Рязанской области на расстоянии приблизительно 3 км на северо-восток по прямой от районного центра поселка Старожилово.

## История
На карте 1850 года  была отмечена как деревня Кожухово с 13 дворами. В 1897 году учтено было здесь (тогда деревня Пронского уезда Рязанской губернии) 15 дворов.

## Население
Численность населения: 143 человека (1897 год), 14 человек в 2002 году (русские 93%), 21 в 2010.